# معركة كوستوزا (1848)
معركة كستوزا (1848) كانت بين 24-25 يوليو 1848 خلال حرب الاستقلال الإيطالية الأولى بين جيوش الإمبراطورية النمساوية برئاسة المشير جوزيف راديتزكي ومملكة سردينيا بقيادة الملك تشارلز ألبرت من بيدمونت.

## الخلفية
في مارس 1848، أطلقت الدولة المدينة ميلانو انتفاضة ضد الاحتلال النمساوي. أيد تشارلز ألبرت التمرد في ميلانو وأعلن الحرب على النمسا. كما أعلنت البندقية استقلالها عن النمسا. انسحبت القوات النمساوية بقيادة المشير جوزيف راديتزكي من ميلانو إلى المربع الدفاعي فيرونا - مانتوفا - لنيانو - بسكييرا. سيطر البييمونتيون على بسكييرا بعد حصار قصير، ولكن راديتزكي تلقى تعزيزات كبيرة.

## المعركة
في يوليو، قاد تشارلز ألبرت جيشه عبر نهر مينشيو سعياً للسيطرة على بلدة كستوزا الاستراتيجية التي تقع أعلى تلة. رد راديتزكي بهجوم مضاد حاسم. في معركة استغرقت يومين، لحقت هزيمة مؤلمة بجيش بييمونتي، وسيطر النمساويون على كستوزا بعد قتال ضار وجهاً لوجه. عانى كلا الجانبين من خسائر كبيرة، حيث فقد كل جيش أكثر من نصف قواته خلال المعركة.

## النتائج
طرد نصر راديتزكي البييمونتيين خارج لومبارديا وأجبرهم على توقيع معاهدة سلام مع النمساويين. عندما استؤنفت الحرب في مارس 1849 خرج راديتزكي منتصراً مرة أخرى في نوفارا، مما أدى إلى تخلي تشارلز ألبرت لصالح ابنه فيكتور إيمانويل. بحلول أغسطس، استعاد راديتزكي السلطة النمساوية على جميع أنحاء المقاطعات الإيطالية.